# Lagrán (kommunhuvudort)
Lagrán (baskiska: Lagran) är en kommunhuvudort i Spanien.   Den ligger i provinsen Araba / Álava och regionen Baskien, i den norra delen av landet, 260 km norr om huvudstaden Madrid. Lagrán ligger 751 meter över havet och antalet invånare är 197.
Terrängen runt Lagrán är huvudsakligen kuperad, men åt nordost är den platt. Runt Lagrán är det glesbefolkat, med 18 invånare per kvadratkilometer. Närmaste större samhälle är Laguardia, 8,0 km söder om Lagrán. Trakten runt Lagrán består till största delen av jordbruksmark.